# Harvard Business School
Harvard Business School (HBS) (formelt Harvard University Graduate School of Business Administration) er en amerikansk handelshøjskole beliggende i Boston, Massachusetts. Organisatorisk er den et fakultet under Harvard University.
HBS blev grundlagt i 1908. Den er ledende indenfor managementforskning i verden, og er ranglistet blandt verdens absolut bedste handelshøjskoler og har ansættelses- og løngaranti, der garanterer kandidaterne et bestemt lønniveau efter endt uddannelse. HBS uddanner omkring 900 MBA-kandidater årligt. HBS driver desuden Harvard Business School Publishing Corporation, der udgiver en række bøger samt tidsskriftet Harvard Business Review.
Blandt tidligere ansatte ved Harvard Business School er Robert S. Kaplan, der opfandt balanced scorecard og Michael Porter, der formulerede de fem kræfter, der styrer konkurrencen.